# Ba'al : La Tempête de dieu
Pour les articles homonymes, voir Baal (homonymie) et La Tempête.
Pour plus de détails, voir Fiche technique et Distribution.
Ba'al la tempête de dieu (Ba'al) est un téléfilm américano-canadien de science-fiction réalisé par Paul Ziller et diffusé le 13 septembre 2008 sur Sci-Fi Channel.

## Synopsis
Un archéologue atteint d'un cancer incurable est décidé à utiliser une relique ancienne du dieu phénicien Baal. Mais il va provoquer un cataclysme planétaire en déclenchant une tempête dévastant tout sur son passage. Deux autres chercheurs vont tenter d'arrêter le scientifique et éviter la fin du monde.

## Fiche technique
- Titre original : Ba'al
- Titre français : Ba'al : La Tempête de dieu
- Réalisation : Paul Ziller
- Scénario : Andrew Black et Paul Ziller
- Production : Kim Arnott, Oliver de Caigny, Lisa M. Hansen, Breanne Hartley, Lindsay Macadam, Michelle Samuels et Kirk Shaw
- Musique : Pinar Toprak
- Montage : Steve Schmidt
- Photographie : Mahlon Todd Williams
- Distribution : Candice Elzinga
- Décors : Bob Bottieri
- Costumes : Farnaz Khaki-Sadigh
- Effets spéciaux de maquillage : Calla Syna Dreyer
- Effets spéciaux visuels : James Halverson, Justin Johns et Joseph Ngo
- Compagnies de production : Cinetel Films, Insight Film Studios et Baal Productions
- Compagnie de distribution : The Sci-Fi Channel
- Pays d'origine :  États-Unis -  Canada
- Ratio : 1.78:1 16/9
- Durée : 84 minutes

## Distribution
- Lexa Doig : docteur Marta Pena
- Scott Hylands : docteur Owen Stanford
- Michael Kopsa (en) : commandant Kittrick
- Jeremy London : docteur Lee Helm
- David P. Lewis : Risko
- Elias Toufexis : Scott McCulloch
- Peter Benson (en) : Dig Foreman
- Johnny Cantiveros : Kaleel
- Zen Shane Lim : Tech
- Stefanie von Pfetten : Carol

## DVD
En France, le film est sorti en DVD le 3 février 2015 chez Filmedia au ratio d'origine en français uniquement, sans sous-titres et sans suppléments. (ASIN B00JKPQCYO)